# Канг і Кодос
Канг і Кодос (англ. Kang and Kodos) — персонажі Сімпсонів, іншопланетяни, які намагались безрезультатно захопити Землю, проте не є дуже розумними та дещо схожі на Едді й Лу, вони є офіцерами під керівництвом недолугого боса. Канг і Кодос — брат і сестра, іншопланетяни, які з'являються у кожному хелловінському спецвипуску «Хата жахів». Вони з планети Рігель 7, хоча їхню планету ніколи не показували, оскільки вони завжди подорожують на своєму космічному кораблі, хоча у першій «Хаті жахів» у Сімпсонів була можливість побачити цю планету.

## Походження і фізіологія
Канг і Кодос — іншопланетяни з планети Рігель-7. Вони досить сильно відрізняються за анатомічною будовою від людей. По-перше, вони мають зелену шкіру. Їхня шкіра є так само чутлива до будь-яких подразників. По-друге, вони сильно відрізняються за зовнішністю — мають лише одне око, довгу високу голову і замість ніг мають щупальця. У них усього вісім щупалець, але зазвичай при огляді персонажа або стоп-кадрі — видно лише шість. Їхня дихальна система, мабуть, відрізняється від людської — вони закривають голови шоломами. Можливо — земне повітря несприятливе для них. Їхній зріст — 190 см за даними з коміксів і 220 см за розміткою з мультфільму. Що знаходиться під їхнім тілом — невідомо. Як вони розмножуються — загадка, проте очевидно — не статевим шляхом. В усякому випадку ні яким земним. Зі слів Канга (а він представник раси рігеліанців) — для запліднення вони використовують лише лазерний маніпулятор. Також відносно невідома їхня стать. За даними з коміксів і мультфільму, Канг — це чоловік, а Кодос — жінка. Проте невідомо, як їх розрізняти за статтю — вони абсолютно однакові.

## ПланетаРігель-7
Відомо, що Канг з Кодосом походять саме з планети Рігель-7. Ця планета знаходиться дуже-дуже далеко від Землі. Її точне розташування невідоме — однак точно, що планета знаходиться не у галактиці «Молочний шлях». Можливо, планета знаходиться десь і узагалі в інших галактиках або у взагалі іншому Всесвіті, якщо Всесвіт не безмежний. Не виключено, бо Канг може переміщатися стелею без присосок і вони мають абсолютно інші годинники, ніж на Землі. Планета Рігель-7 не була показанна у Хелоувінах, була позначена у кінці стартового ролика серіалу. Лише відомо, що ця планета — камениста і не має власної атмосфери, бо інші представники раси рігеліанців переміщаються на космічних кораблях. Виявляється, що Канг і Кодос — лише дослідники та є просто пілотами космічного корабля.

## Появи у серіалі
Канг і Кодос є вигаданими персонажами навіть у вигаданих Сімпсонів. Їхня поява незамінна в епізодах під назвою Хата жахів. Вони уперше з'явилися у 2 сезоні у першому випуску Хелловіну. Їхня увага в основному прикута до головних героїв телесеріалу — родини Сімпсонів. Водночас вони намагалися захопити Землю (і захопили, проте злякались простої палиці, з якою на них напав Мо і втекли). Хоча часто вони виявляють гуманні почуття і зовсім не намагаються нікого вбивати, вони навіть знімалися у рекламі з прокладками та не вважають людей жалюгідними, готували їсти для сім'ї Сімпсонів і були фанами Гомера у грі «Вдар і Тікай». У Хелловіні 8 стверджується, що їхня донька — Меґґі й вони прилетіли її забрати. Проте, оскільки Хелловін — неправдиві історії (а там головні герої серіалу або гинуть, або перетворюються на чудовиськ) — то і Меггі не інопланетянка. У одному з коміксів Канг з Кодосом намагались розібратись, чи вони вигадані жителями Спрингфілда і виявилось, що так. Канг і Кодос — є своєрідною пародією на прибульців або зелених чоловічків (їхня шкіра є зеленою).